# Anton Lajovic

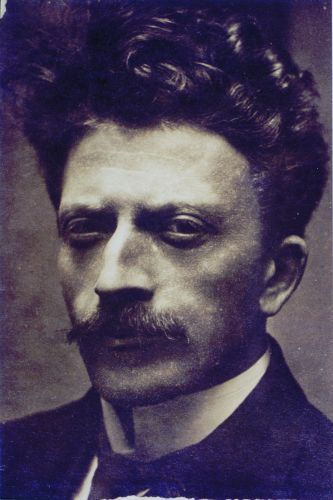
Anton Lajovic (1918)

Anton Lajovic (Vače bij Litija, 19 december 1878 - Ljubljana, 28 augustus 1960) was een Sloveens rechter en componist. 
Het eerste muziekonderwijs volgde Lajovic aan de Slovenska glasbena matica in Ljubljana. In 1879 schreef hij zich in aan het conservatorium in Wenen en begon tegelijk met de rechtenstudie aan de Weense universiteit. Na beëindiging van zijn rechtenstudie werd Lajovic in 1911 als rechter geïnstalleerd in Brdo bij Kranj. Later was hij ook als rechter werkzaam in Kranj en Ljubljana. In Ljubljana was hij tussen 1939 en 1945 rechter aan het hoogste Gerechtshof. Naast zijn loopbaan als rechter wijdde Lajovic veel aandacht aan het componeren. Hij werkte mee aan het tijdschrift Novi akordi, dat in 1913 was opgericht door zijn leermeester Gojmir Krek. Met het blad vestigde zich de moderne muziekkritiek in Slovenië. Het werk van Anton Lajovic is neoromantisch en onderging invloeden van het naturalisme. Zijn composities zijn vooral voor zang. Alleen in de vroege en late componeertijd schreef Lajovic meerdere werken voor orkest.
Sinds 1940 was Lajovic als - erkenning voor zijn compositorisch werk - lid van de Sloveense Academie van Kunsten en Wetenschappen. In 1954 ontving Lajovic de Prešerenprijs, de hoogste Sloveense erkenning voor prestaties op het gebied van de cultuur. Hij ontving deze erkenning voor zijn volledige muzikale oeuvre. 
De neef van Anton Lajovic is de componist Aleksander Lajovic.
- Bibsys: 90313417
- Bibliothèque nationale de France: cb121117678 (data)
- CiNii: DA17328369
- Gemeinsame Normdatei: 119000547
- International Standard Name Identifier: 0000 0001 0959 1298
- Library of Congress Control Number: n85165640
- Nationale Bibliotheek van Letland: 000351644
- Nationale Bibliotheek van Tsjechië: mzk2011620646
- Nationale Bibliotheek van Israël: 987007285259405171
- Nationale en Universitaire bibliotheek Zagreb: 000095160
- Nederlandse Thesaurus van Auteursnamen: 14145055X
- Istituto Centrale per il Catalogo Unico: SBLV117383
- Virtual International Authority File: 20480908
- WorldCat: E39PBJcGgGft3tkqx9PVtBGWDq